# Josef Höffler
Pour les articles homonymes, voir Höffler.
Josef Höffler, né le 18 mars 1879 à Kaiserslautern et mort le 28 mars 1915 à Bad Bergzabern, est un sculpteur allemand. 

## Biographie

### Formation
Il est le fils de Georg Höffler. Après avoir fréquenté l'école primaire, il effectue un apprentissage de sculpteur sur bois dans l'atelier de Karl Schwertl au 8 Küferstraße à Kaiserslautern. Il suit ensuite une formation de maître sculpteur à la Meisterschule (anciennement Baugewerbeschule) de Kaiserslautern. Il commence à étudier à l'académie des beaux-arts de Munich le 13 novembre 1903. Son professeur est Wilhelm von Rümann. Josef Matare, le frère du sculpteur Ewald Mataré, est également dans sa classe de sculpture. Josef Höffler interrompt ses études au bout d'un an environ et retourne à Kaiserslautern.

### Séjour à Paris
Après son apprentissage, il part sur les routes jusqu'en 1902. Principalement à travers l'Allemagne et l'Autriche. Il se rend également à Paris, où il fait la connaissance de l'œuvre d'Auguste Rodin, qui l'influence et renforce sa volonté d'être actif sur le plan artistique.

### Vie à Kaiserslautern

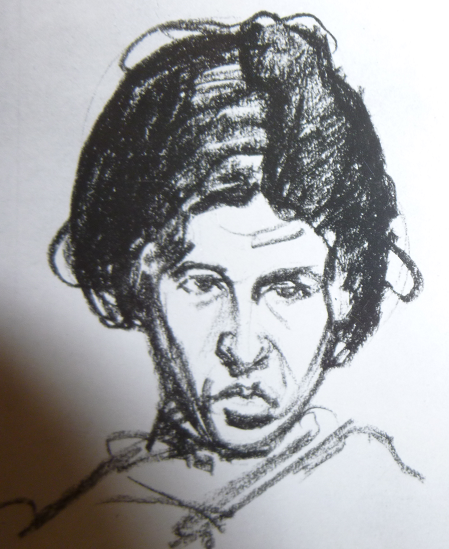
Épouse de l'artiste (dessin au fusain).

Le lieu de naissance est indiqué comme étant « au-dessus de l'aciérie » à Kaiserslautern. Enfant et adolescent, il vit avec ses parents et ses trois frères et sœurs au 1 Birnstraße (la maison existe toujours). En 1905, Josef Höffler expose ses œuvres à l'exposition du commerce et de l'industrie du Palatinat à Kaiserslautern où il reçoit la médaille d'argent. Même le roi de Bavière le fait venir pour le féliciter de son travail. Déçu par le peu d'attention accordée à son travail, il s'installe à Hambourg. Il gagne sa vie à Kaiserslautern en tant que charpentier. C'est là qu'il rencontre sa femme qui a le même âge que lui, Elise, née Kling (1879-1947, photo de droite). Ils émigrent aux États-Unis avec leur fils Karl le 16 janvier 1925. Karl vit à DeLand, en Floride, après la mort de sa mère.